# Flaggkorpral

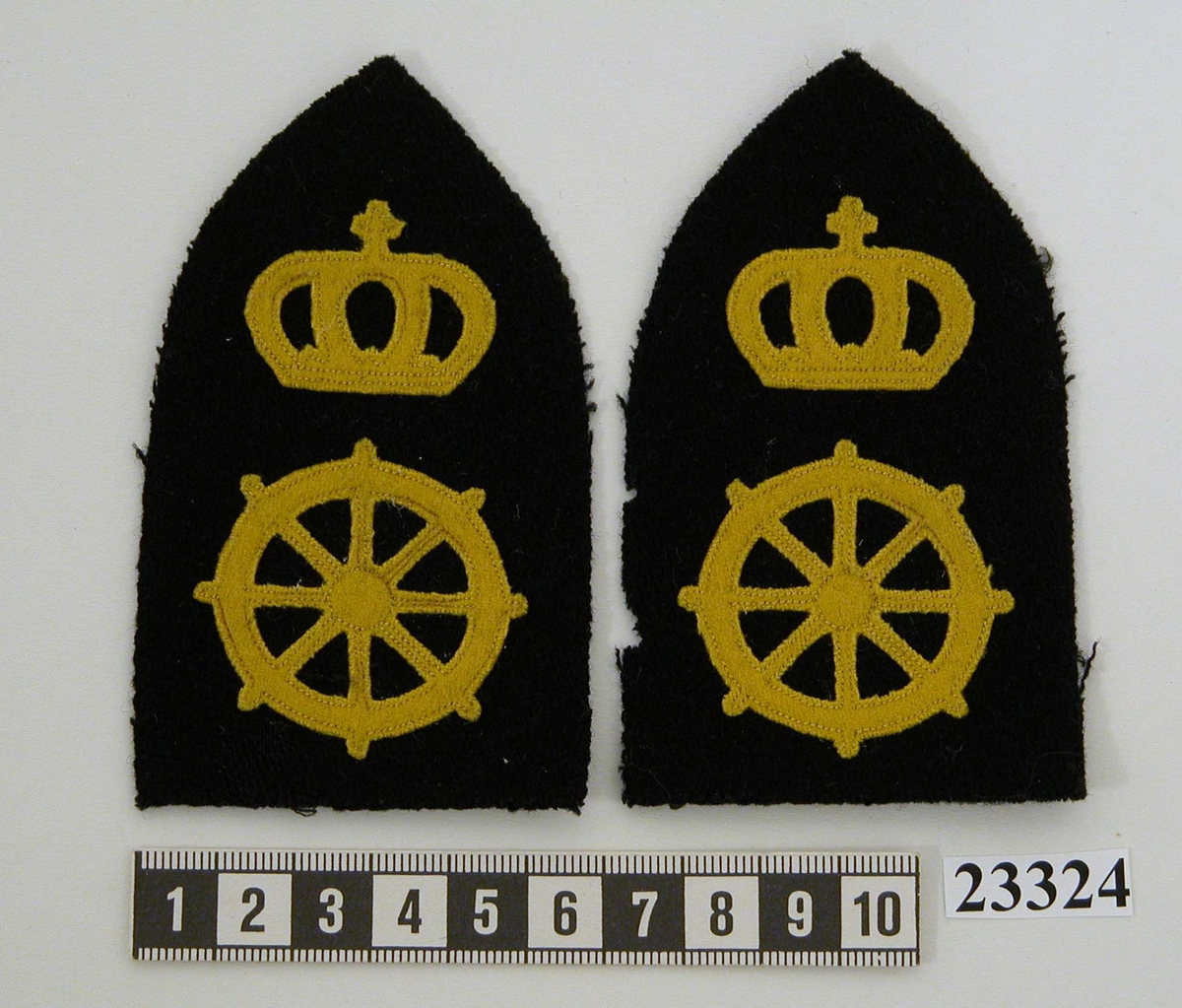
Gradbeteckning (krona) och yrkesbeteckning (ratt) för flaggkorpraler vid däcksavdelningen (utom artilleristyrmän), modell 1931. Bars på underärmarna ovanför en blå gradbeteckningspaspoal.

Flaggkorpral var den högsta underbefälsgraden i den svenska marinen 1926-1942. Graden hade tjänsteställning över furir, men under underofficer av 2. graden.

## Införande och avskaffande
Graden infördes 1926 då den ersatte underofficer av 3. graden. Nya befordringar till graden upphörde 1942 och graden försvann när dåvarande flaggkorpraler befordrades eller tog avsked. Från detta år ägde marinens underofficersbefordran rum efter samma befordringsgång som i armén och flygvapnet, dvs. direkt från furir till underofficer av 2. graden.

## Tilltal
Flaggkorpralerna tilltalades med specialbenämningar beroende på den yrkesavdelning de tillhörde. I flottan sålunda: konstapel, styrman, maskinist, rustmästare, torpedmästare eller kvartersmästare.